# Drino hersei
Drino hersei är en tvåvingeart som beskrevs av Liang och Chao 1992. Drino hersei ingår i släktet Drino och familjen parasitflugor.
Artens utbredningsområde är Hunan (Kina). Inga underarter finns listade i Catalogue of Life.